# Svend Aage Madsen (politiker)
 For alternative betydninger, se Svend Aage Madsen. (Se også artikler, som begynder med Svend Aage Madsen)
Svend Aage Madsen (1 juni 1933, død 23 april 2009) var borgmester i Albertslund Kommune (tidl. Herstedernes Kommune) fra 1968 til 1978, valgt for Socialdemokratiet. Svend Aage Madsen var borgmester i en periode hvor Albertslund voksede markant fra ca. 5.000 til 30.000 indbyggere.